# 岡村聡士
岡村 聡士（おかむら さとし、1971年4月9日 - ）は、日本のシンガーソングライター、作詞家、作曲家。沖縄県那覇市生まれ。沖縄県立首里高等学校卒業。立教大学経済学部経済学科卒業。

## 概略
自身のロックバンドでライブ活動をする中、1996年、藤井フミヤのアルバムへの楽曲提供をきっかけに、作詞家作曲家としての活動を開始。
その後、様々な理由から約10年ほど表立ったライブ活動から離れるも、純粋に「歌いたい！」という思いから2007年暮れ、アコースティックギターや故郷沖縄の楽器・三線を抱えてシンガーソングライターとして活動を始める。
ドレッドロックスに三線という特徴的なビジュアルと、うちなーぐち（沖縄方言）を多用した歌詞、沖縄音楽と様々なジャンルの音楽をミックスした個性的かつ多彩な曲で注目を集める。
「岡村」という姓のため沖縄出身と思われないことも多いが、実は戦時中に旧満州国に赴任していた祖父が改姓したことによるもので、元々は「伊芸」という姓であったとのこと。

## 来歴
- 本土復帰前年の沖縄県那覇市に生まれる
- 小学校時代を祖父・父の故郷である金武町で過ごし、小学6年生のときに叔母から譲り受けたガットギターを弾き始める
- 中学2年からバンドをはじめ、ボーカル&ギター担当として地元のバンドコンテスト等にも出場・受賞する
- 1991年、進学のため上京。大学のバンドサークルで活動する
- 1995年、「岡村聡士 with UnderC.C.」として都内ライブハウスで活動を始める
- 1996年より藤井フミヤのAlbumへの楽曲提供をきっかけに作家としても活動
- 1997年、バンドでのライブ活動を停止。以後、わずかな楽曲提供以外、陰を潜める
- 2007年暮れ、約10年ぶりにアコースティックギターや三線の弾き語りによるソロライブ活動を開始
- 2008年11月、東京で行われた「三線」「島唄」「新曲」のコンテスト“S-1グランプリ♪2008”で「作曲賞」を受賞（受賞曲「まるばい行進曲」）
- 2010年7月25日、TBS系音楽番組「MusicBirth+」（関東のみOA）に出演。その週の最高得点で「FUTURE ARTIST」に認定。「グランドフューチャーバトル」への出場権を獲得
- 2010年9月26日、TBS系「MusicBirth+」グランドフューチャーバトルにて“シルバーエッグ”を獲得
- 2010年11月、東京で行われた「三線」「島唄」「新曲」のコンテスト“S-1グランプリ♪2010”で「グランプリ（最優秀賞）」を受賞（受賞曲「どぅまんぐぃばい」）
- 2011年3月ラジオ沖縄主催の新唄大賞本選に出場した。

## ディスコグラフィー
2008年より、ライブ会場での直接販売およびダウンロードのみで販売の、4曲入り500円！という「One Coin Demo Cd（OCDC）」シリーズをリリース。
- 「OCDC vol.1 てぃーちめ」（2008年9月）

収録曲：美ら星ぬ彼方／深呼吸／月に願いを／ひーじーふーじー
- 「OCDC vol.2 たーちめ」（2008年9月）

収録曲：あいのうた／サシグサの思い／未来（あした）へ手渡すもの／命どぅ宝
- 「OCDC vol.3 みーちめ」（2009年8月）

収録曲：文句の酒日（さけび） ～normal version～／生まりたる日に乾杯さびら／ヤンバルンバ／まるばい行進曲
- 「OCDC vol.4 ゆーちめ」（2010年5月）

収録曲：わんにまかちょーけ！／冬京（とうきょう）ワルツ／首里恋歌（すいれんか）／楽園の涙

## 提供楽曲
- 藤井フミヤ

「Style」（アルバム「TEARS」（1996年）に収録）作詞：藤井フミヤ、作曲：岡村聡士、編曲：富田素弘・KUDO
ダイドーブレンドコーヒー、デミタスコーヒーCMソング
- 藤井尚之

「地図のない未来」（アルバム「first kiss」（1998年）に収録）作詞：岡村聡士、作曲：藤井尚之、編曲：佐橋佳幸
- REI

「恋」（シングル「東京ナイト」（1999年）のカップリングとして収録）作詞：藤井フミヤ・REI、作曲：岡村聡士、編曲：増本直樹